# Lophodermium aleuritis
Lophodermium aleuritis är en svampart som beskrevs av Rehm 1914. Lophodermium aleuritis ingår i släktet Lophodermium och familjen Rhytismataceae.   Inga underarter finns listade i Catalogue of Life.